# سنگ‌های یلینگ
سنگ‌های یلینگ (دانمارکی: Jellingstenene) سنگ‌های رونی تراشیده‌شده حجیمی هستند که در سده ۱۰ میلادی در یلینگ، دانمارک ساخته شدند. سنگ رونی کهن‌تر توسط گورام پیر به یاد همسرش ثیرا ساخته شد. دومین سنگ رونی که بزرگ‌تر است توسط هارالد بلاتند به یاد پدر و مادرش، فتح نروژ و تغییر دین دانمارک به مسیحیت ساخته شد. خط رونی برروی این سنگ‌نوشته‌ها در دانمارک بهترین هستند. در سال ۱۹۹۴، افزون بر گورپشته‌ها و یک کلیسای کوچک در نزدیکی، این مکان به عنوان نمونه‌ای بی‌نظیر از فرهنگ پاگان و مسیحی نورس توسط یونسکو به عنوان یک میراث جهانی یونسکو فهرست شد.